# Pedro Mena (judoka)
Pedro Mena es un deportista cubano que compitió en judo. Ganó una medalla de oro en el Campeonato Panamericano de Judo de 1998, en la categoría de –56 kg.

## Palmarés internacional
| Campeonato Panamericano | Campeonato Panamericano         | Campeonato Panamericano | Campeonato Panamericano |
| Año                     | Lugar                           | Medalla                 | Categoría               |
| ----------------------- | ------------------------------- | ----------------------- | ----------------------- |
| 1998                    | Santo Domingo (Rep. Dominicana) | Medalla de oro          | –56 kg                  |